# Take My Breath Away
Cet article concerne la chanson du film Top Gun. Pour l'album de Gui Boratto, voir Take My Breath Away (album).
Singles de Berlin
Dancing in Berlin
(1984) Like Flames
(1986)
Take My Breath Away est une chanson composée par Giorgio Moroder (musique) et écrite par Tom Whitlock (texte), interprétée par le groupe Berlin. Créée pour le film Top Gun, elle est sortie en 1986 à la fois en single, sur l'album de la bande originale du film et sur l'album Count Three and Pray du groupe Berlin.

## Pistes du single
1. Take My Breath Away (également appelé « Love Theme from Top Gun ») (interprété par Berlin)
2. Radar Radio (interprété par Giorgio Moroder et Joe Pizzulo, écrit par Giorgio Moroder et Tom Whitlock)

## Distinctions et succès
Cette chanson est classée première au Billboard Hot 100 en septembre 1986, et remporte l'Oscar de la meilleure chanson originale ainsi que le Golden Globe de la meilleure chanson originale en 1987.

## Clip vidéo
Le clip vidéo montre la chanteuse du groupe, Terri Nunn, habillée d'une robe bleue, en train de marcher durant la nuit, entre des carcasses d'avions d'une casse éventée, suivie par deux hommes, le tout entrecoupé par des extraits du film Top Gun.

## Reprises
- Gérard Lenorman l'adapte en français sous le titre Le Bleu des regrets en 1986.
- Jessica Simpson la reprend en 2004.
- Sandy Lam la reprend en mandarin pour le film As Tears Go By.
- Naya Rivera et Dianna Agron la reprennent dans un épisode[Lequel ?] de la série Glee.

## Classements
| Classement (1986)                      | Meilleure position |
| -------------------------------------- | ------------------ |
| Afrique du Sud (Springbok Radio)       | 2                  |
| Allemagne (Media Control AG)           | 3                  |
| Australie (Kent Music Report)          | 2                  |
| Autriche (Ö3 Austria Top 40)           | 4                  |
| Belgique (Flandre Ultratop 50 Singles) | 1                  |
| Belgique (Flandre VRT Top 30)          | 1                  |
| Canada (100 Singles)                   | 2                  |
| Canada (Adult Contemporary)            | 1                  |
| Espagne (AFYVE)                        | 2                  |
| États-Unis (Adult Contemporary)        | 3                  |
| États-Unis (Billboard Hot 100)         | 1                  |
| États-Unis (Cash Box)                  | 1                  |
| Europe (Pan-European Charts)           | 1                  |
| Finlande (Suomen virallinen lista)     | 15                 |
| France (SNEP)                          | 2                  |
| Irlande (IRMA)                         | 1                  |
| Italie (FIMI)                          | 5                  |
| Norvège (VG-lista)                     | 4                  |
| Nouvelle-Zélande (RMNZ)                | 4                  |
| Pays-Bas (Nederlandse Top 40)          | 1                  |
| Pays-Bas (Single Top 100)              | 2                  |
| Pologne (Classements Singles)          | 4                  |
| Royaume-Uni (UK Singles Chart)         | 1                  |
| Suède (Sverigetopplistan)              | 2                  |
| Suisse (Schweizer Hitparade)           | 2                  |

| Classement (1988)              | Meilleure position |
| ------------------------------ | ------------------ |
| Royaume-Uni (UK Singles Chart) | 52                 |

| Classement (1990)              | Meilleure position |
| ------------------------------ | ------------------ |
| Irlande (IRMA)                 | 7                  |
| Royaume-Uni (UK Singles Chart) | 3                  |

| Classement (2013)                         | Meilleure position |
| ----------------------------------------- | ------------------ |
| Belgique (Flandre Back Catalogue Singles) | 44                 |

| Classement (1986)              | Position |
| ------------------------------ | -------- |
| Australie (Kent Music Report)  | 6        |
| Belgique (Flandre Ultratop 50) | 7        |
| Canada (Top 100 Singles)       | 23       |
| États-Unis (Billboard Hot 100) | 27       |
| États-Unis (Cash Box)          | 21       |
| Italie (FIMI)                  | 37       |
| Pays-Bas (Nederlandse Top 40)  | 16       |
| Pays-Bas (Single Top 100)      | 8        |

| Pays              | Certification | Date              | Ventes certifiées |
| ----------------- | ------------- | ----------------- | ----------------- |
| Canada (CRIA)     | Or            | 31 octobre 1986   | 5 000             |
| États-Unis (RIAA) | Or            | 5 mai 1992        | 500 000           |
| France (SNEP)     | Or            | 1986              | 500 000           |
| Royaume-Uni (BPI) | Or            | 1er novembre 1986 | 400 000           |

## Reprise de Jessica Simpson
Singles de Jessica Simpson
With You
(2003) Angels
(2004)
Take My Breath Away est le troisième single de la chanteuse américaine Jessica Simpson, extrait du troisième album de In This Skin, sortit le 7 mars 2004. La chanson est composée par Billy Mann.

### Développement
À la suite de son 2d opus Irresistible, sorti en 2001 et de son mariage avec Nick Lachey en 2002, il a été confirmé que Nick et Jessica avaient créé leur propre émission de télé-réalité intitulé Newlyweds: Nick and Jessica diffusée sur MTV. Au départ, l'émission avait été conçue pour Michael Jackson et Lisa Marie Presley mais le couple a décidé de ne pas la faire. Le projet était mis en attente jusqu'en 2002, où son père, Joe Simpson, a pris contact avec MTV afin qu'ils fassent l'émission avec sa fille et son nouveau mari. L'émission devient vite très connue, obtenant ainsi le statut de phénomène culturel, mettant alors Jessica Simpson et son mari Nick Lachey, sur un piédestal.
Le 19 août 2003, elle sort son troisième album intitulé In This Skin afin de coïncider avec la première diffusion de son émission de télé Newlyweds.

### Informations
"Take My Breath Away", est une ballade pop, qui parle d'exaltation.

### Clip vidéo
Le vidéoclip qui illustre le morceau, est réalisé par Chris Applebaum. Il y montre Jessica en train de rouler dans le désert, puis s'arretant dans un bar. Jessica Simpson Take My Breath Away vidéo officielle Youtube.com

### Performance commerciale
Le single, servant de promotion pour la ré-édition de l'album, atteint la vingtième position au Billboard Hot 100, ainsi que la dixième place au Top 40 et Top 40 Mainstream. La chanson, qui devient un énorme hit, est également devenue no 1 au Billboard Hot 100 en termes de ventes de singles. Bien que la chanson n'ait pas battue des records dès sa sortie, elle se classe néanmoins dans d'autres classement américains tels que le Top 40 adultes, l'Adult Contemporary, le Hot 100 Airplay, le Hot Dance Club Play et Hot Digital Tracks.

### Liste et formats

#### Original 2-track release
1. "Take My Breath Away"
2. "Fly"

#### Australie CD single
1. "Take My Breath Away"
2. "With You" [Acoustic Version]
3. "Take My Breath Away" [Eddie Baez Late Night Club Mix]
4. "Take My Breath Away" [Passengerz Hourglass Mix]
5. "Take My Breath Away" [Video]

#### Brésil Promo CD single
1. "Take My Breath Away"
2. "Take My Breath Away" [Eddie Baez Late Night Club Mix]
3. "Take My Breath Away" [Eddie Baez Late Night Dub Mix]
4. "Take My Breath Away" [Passengerz Hourglass Mix]

#### Remixes et autres versions
- "Take My Breath Away" [Album Version]
- "Take My Breath Away" [Eddie Baez Night Dub Mix]
- "Take My Breath Away" [Orangefuzzz Club Mix]
- "Take My Breath Away" [Passengerz Hourglass Mix]
- "Take My Breath Away" [Eddie Baez Late Night Club Mix]

### Classement hebdomadaire
| Chart (2004)                            | Peak position |
| --------------------------------------- | ------------- |
| Australie (ARIA)                        | 15            |
| Belgique (Wallonie Ultratop 50 Singles) | 16            |
| Belgique (Flandre Ultratop 50 Singles)  | 32            |
| Canada (Hot 100)                        | 10            |
| États-Unis (Hot 100)                    | 20            |
| États-Unis (Pop Airplay)                | 8             |
| États-Unis (Dance Club Songs)           | 10            |
| États-Unis (Adult Pop Songs)            | 29            |
| États-Unis (Adult Contemporary)         | 23            |
| France (SNEP)                           | 18            |
| Italie (FIMI)                           | 41            |
| Royaume-Uni                             | 159           |
| Suède (Sverigetopplistan)               | 43            |
| Ukraine                                 | 6             |
| Venezuela Pop Rock                      | 16            |